# Torsione
La torsione è uno degli sforzi elementari cui può essere soggetto un corpo, insieme alla compressione, la trazione, la flessione e il taglio. La sollecitazione che lo provoca è detta momento torcente.
La soluzione del problema della torsione è esatta per travi (o alberi ai quali spesso la letteratura scientifica americana si riferisce) a sezione circolare (piena o cava) mentre sono necessarie delle approssimazioni per le sezioni cave a parete sottile, rettangolari e di conseguenza quelle composte da rettangoli sottili (come i classici profilati in acciaio).
Qui le forze applicate alle estremità di un corpo tendono a ruotarle in versi opposti, torcendo il materiale.

## Esempi di torsione: il corpo umano
Per comprendere immediatamente il concetto di torsione, si può pensare al collo, allo sforzo compiuto per muovere la testa, alla sensazione di dolore nel caso in cui venga girato violentemente attorno al proprio asse (la colonna vertebrale).
Se la nostra testa venisse sollecitata da una forte torsione, questa verrebbe trasferita alla parte alta del collo che comincerebbe probabilmente a cedere vistosamente con una rotazione. I muscoli e tendini del collo devono essere in grado di resistere a tale sollecitazione, contrastandola con un momento torcente uguale e contrario affinché sia ripristinato l'equilibrio.
Se il corpo fosse molto rigido (elevata rigidezza torsionale) il collo non avrebbe possibilità di ammortizzare la torsione e la sollecitazione raggiungerebbe istantaneamente la base del collo, senza darci il tempo sufficiente per reagire e contrapporre la nostra forza muscolare.
La torsione interviene in numerosissime altre applicazioni, ogni volta che si imprime un momento torcente ad un oggetto rigido affinché esso trasferisca tale azione da un'estremità all'altra.

## Soluzioni analitiche

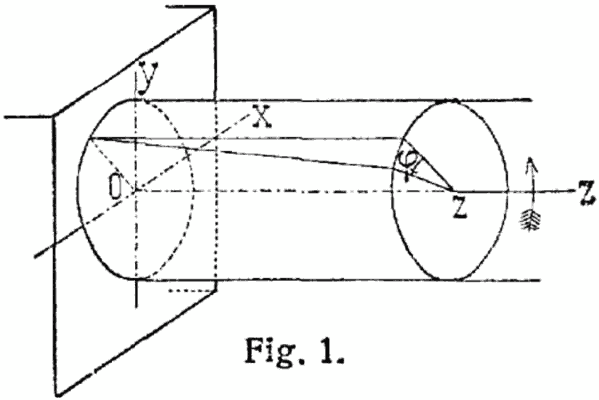
Asta circolare sottoposta a momento torcente Z

L'azione del momento torcente si traduce in un insieme di sforzi elementari che prendono il nome di tensioni tangenziali {\displaystyle {\tau }}  applicate ad aree elementari che generano un momento equivalente all'azione a cui la sezione è localmente soggetta.
{\displaystyle M_{t}=\int _{A}\rho \tau _{t}\mathop {} \!\mathrm {d} A=\int _{A}{\sqrt {x^{2}+y^{2}}}\tau _{t}\mathop {} \!\mathrm {d} A}
- {\displaystyle M_{t}} : il momento torcente
- τt : tensione tangenziale
- ρ : la distanza dell'area elementare dal centro di torsione
- dA : area elementare su cui agisce la tensione tangenziale
- A : area della sezione considerata

Questa relazione deve essere soddisfatta in qualsiasi sezione, tuttavia non descrive la distribuzione delle tensioni per la quale è necessaria l'analisi delle deformazioni.
Inoltre per equilibrio esisteranno delle tensioni anche lungo l'asse della trave poiché per continuo di Cauchy non può esserci scorrimento relativo delle fibre parallele che compongono l'asta.
Ovviamente le soluzioni trovate valgono per il campo elastico del materiale nel quale valgono le relazioni di proporzionalità sollecitazioni-deformazioni e il principio di sovrapposizione degli effetti.

### Analogia idrodinamica
L'analogia idrodinamica permette di capire intuitivamente l'andamento qualitativo delle tensioni tangenziali τ e delle relative linee di flusso. Si definisce come linea di flusso la curva caratterizzata del fatto che in ogni suo punto il vettore τ è tangente alla curva stessa. Si consideri una sezione generica con una funzione di recipiente di un liquido privo di attrito ed incomprimibile, tipo l'acqua; facendo ruotare la sezione attorno al proprio asse con velocità angolare costante. Si possono scrivere le equazioni che regolano il moto del fluido che saranno uguali a quelle che regolano la torsione: c'è un'analogia fra il campo delle tensioni tangenziali e quello delle velocità del fluido che prende il nome di analogia idrodinamica. Le linee di corrente del flusso del fluido saranno uguali a quelle delle linee di flusso delle tensioni tangenziali. Tramite questa analogia si può affermare che:
- Nelle sezioni sottili chiuse le tensioni tangenziali hanno intensità proporzionalmente inversa allo spessore;
- Esistono differenze di distribuzioni tra le sezioni sottili aperte e chiuse. Anche le tensioni nelle sezioni aperte hanno un andamento parallelo alla linea media, ma variano linearmente lungo lo spessore con valori nulli sulla linea media e massimi sui bordi. Le sezioni chiuse hanno le tensioni tangenziali parallele alla linea media e distribuite in maniera uniforme lungo lo spessore.
- Le linee di flusso nella torsione uniforme sono curve chiuse, che si addensano in presenza di restringimenti con il relativo aumento dell'intensità delle tensioni.

### Barre a sezione circolare
Per le barre a sezione circolare si può determinare una soluzione esatta al problema dell'espressione dello sforzo tangenziale rispetto alla sollecitazione applicata.
Il loro asse di simmetria e la condizione di continuità del solido (né rottura, né compenetrazione di materiale) garantisce l'impossibilità di ingobbamenti o distorsioni della sezione; si hanno quindi solo semplici rotazioni attorno all'asse della trave degli infiniti dischi.
Quando viene applicata la torsione la sezione ruoterà di un angolo φ e contemporaneamente la trave si distorcerà in modo che le rette parallele all'asse formeranno un angolo γ. Nell'ipotesi delle piccole deformazioni, questi due angoli condividono lo stesso arco di cerchio; sia quindi L la lunghezza della trave e ρ il raggio della sezione, è valida la relazione {\displaystyle \gamma L=\phi {\sqrt {x^{2}+y^{2}}}} ovvero {\displaystyle \gamma ={\frac {\phi }{L}}{\sqrt {x^{2}+y^{2}}}}.
È interessante notare l'analogia con la flessione semplice ({\displaystyle \epsilon =\chi y}) nella quale la deformazione longitudinale è proporzionale alla distanza dal baricentro a meno della curvatura (qui invece espressa come gradiente dell'angolo di rotazione).

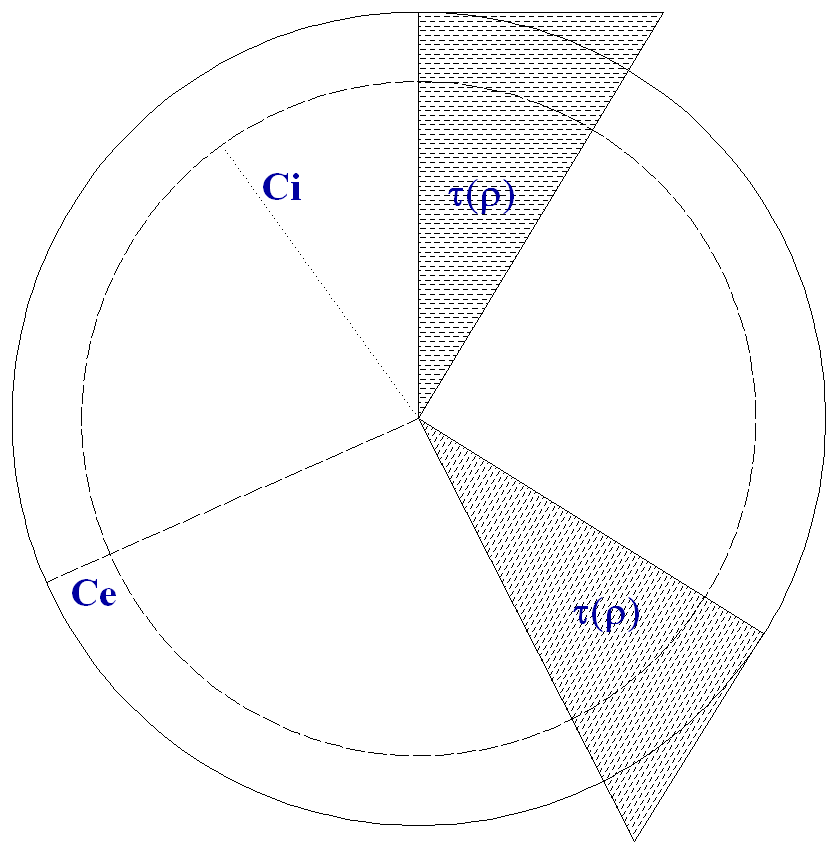
Distribuzione delle tensioni tangenziali

Dalla relazione si evince che la distorsione della trave è la stessa per tutti i punti equidistanti dall'asse e cresce linearmente con essa.
Si consideri ora la relazione costitutiva {\displaystyle \tau _{t}=G\gamma }. Sostituendola nella precedente si ha che il diagramma delle tensioni è identico a quello delle distorsioni scalato del modulo di elasticità tangenziale.
Con ρ = c, ovvero alla distanza massima dal centro della sezione, si ha - usando la proporzionalità - {\displaystyle \tau _{t}=\tau _{tmax}{\frac {\sqrt {x^{2}+y^{2}}}{c}}}. Si richiami ora la relazione generale del momento torcente
{\displaystyle M_{t}=\int _{A}\tau _{tmax}{\frac {x^{2}+y^{2}}{c}}\mathop {} \!\mathrm {d} A={\frac {\tau _{tmax}}{c}}J_{zz}}
dove {\displaystyle J_{zz}=\int _{A}(x^{2}+y^{2})dA} è il momento secondo d'area.
Invertendo la relazione e ricordando quella precedente di proporzionalità, si ricava la soluzione esatta del problema:{\displaystyle \tau _{t}={\frac {M_{t}}{J_{zz}}}{\sqrt {x^{2}+y^{2}}}}
in forte analogia con il criterio di Navier per la flessione semplice: {\displaystyle \sigma ={\frac {M}{J_{xx}}}y}.
Analogamente si può ricavare l'angolo di torsione ricordando che {\displaystyle \gamma =\gamma _{max}{\frac {\sqrt {x^{2}+y^{2}}}{c}}} e {\displaystyle \gamma _{max}={\frac {\tau _{tmax}}{G}}}.
Si ha quindi {\displaystyle \phi ={\frac {M_{t}\ L}{J_{zz}\ G}}}. Tramite l'angolo è possibile determinare il modulo di resistenza al taglio G con delle macchine apposite che su un provino cilindrico inducono una torsione via via crescente fino al punto di snervamento.

#### Sezioni piene
Per le sezioni circolari piene il momento d'inerzia polare è dato da
{\displaystyle J_{zz}={\frac {1}{2}}\pi C_{e}^{4}}

#### Sezioni cave
Valgono le considerazioni fatte in precedenza e il momento d'inerzia polare è dato da
{\displaystyle J_{zz}={\frac {1}{2}}\pi (C_{e}^{4}-C_{i}^{4})}
Poiché nelle sezioni più comunemente usate lo spessore della lamina è molto piccolo si può utilizzare la formula approssimata {\displaystyle J_{zz}=2\pi C_{m}^{3}t} (con Cm raggio medio tra quello esterno e interno e t spessore della lamina) e considerare la distribuzione delle τt uniforme lungo lo spessore e pari al valore medio
{\displaystyle {\tilde {\tau }}_{t}={\frac {M_{t}}{2\pi C_{m}^{3}t}}C_{m}}
Si ottiene perciò la relazione:
{\displaystyle \tau _{t}={\frac {M_{t}}{2A\ t}}.}

### Barre a sezione cava di forma qualunque
La soluzione approssimata dei tubolari può essere estesa a barre a sezione cava di forma qualunque purché lo spessore sia di dimensioni trascurabili rispetto alle restanti dell'elemento.
Si avrà che {\displaystyle M_{t}=\oint _{l}({\tilde {\tau _{t}}}t(s)\mathrm {d} S)p} con:
- l : lunghezza del "circuito" costituito dal perimetro della sezione (considerando il raggio medio)
- t(s) : spessore della barra che può variare a seconda dell'ascissa curvilinea s
- p : braccio della forza τ t dS rispetto al baricentro della sezione

Si pensi ora al caso analogo in idraulica di un canale chiuso nel quale circola un fluido incomprimibile. Per continuità la portata in due sezioni qualsiasi del circuito deve essere la stessa, ovvero il prodotto "quantità" per "area" è costante. Idem in questo caso dove il cosiddetto flusso di taglio deve essere costante, ovvero {\displaystyle \tau _{t1}\ a=\tau _{t2}\ b} e quindi {\displaystyle q={\tilde {\tau _{t}}}\ t} è costante.
Sostituendo nella relazione del momento torcente si ha {\displaystyle M_{t}={\tilde {\tau _{t}}}t\oint _{l}\mathrm {d} Sp}. La funzione integranda calcolata in tutto il circuito è equivalente al doppio dell'area della sezione, pertanto si ottiene la relazione approssimata precedentemente trovata per le sezioni circolari cave, che prende nome di formula di Bredt:
{\displaystyle \tau _{t}={\frac {M_{t}}{2\Omega \ t}}}
Dove {\displaystyle \Omega } rappresenta l'area sottesa alla linea media.
L'angolo di torsione è esprimibile da:
{\displaystyle \phi ={\frac {M_{t}L}{4\Omega ^{2}\ G}}\oint _{l}{\frac {dS}{t}}}

### Barre a sezione rettangolare (prismi a sezione non circolare)
In questo caso cade l'ipotesi precedente di assial-simmetria pertanto non potranno essere applicate le relazioni dimostrate.
Per i prismi a sezione non circolare infatti la torsione porta all'ingobbamento della sezione, la quale - nella rotazione - cambia aspetto (per il quadrato si ha ovviamente la situazione invariata per rotazioni di 90º o 180º).
Nelle strutture isostatiche le travi sono libere di ingobbarsi; in quelle iperstatiche invece l'ulteriore vincolo blocca questo fenomeno quindi insieme alle sollecitazioni tangenziali nasceranno delle sollecitazioni σ.
Si considerino le sezioni rettangolari. In virtù di quanto detto prima le tensioni non possono più variare linearmente nella sezione.
Le τ saranno nulle solo negli angoli della sezione. Si consideri infatti un parallelepipedo infinitesimo sullo spigolo di una barra a sezione quadrata sottoposta a torsione. Per equilibrio con l'esterno (sollecitazioni nulle sulla frontiera) anche le deformazioni saranno nulle. Allontanandoci queste cresceranno fino al massimo valore nella linea di mezzeria della barra.
Per una risoluzione approssimata del problema si consideri una sezione rettangolare allungata; per effetto della torsione sulle pareti nascerà un "circuito" di tensioni analogo alla circolazione di un fluido (nella parte di mezzo si avrà la "calma"). Per continuità il prodotto delle tensioni per il proprio braccio è costante, quindi le tensioni massime si hanno sulle pareti più lunghe. 
Si applica l'equilibrio tra il momento torcente e la distribuzione delle tensioni:
{\displaystyle {\frac {M_{t}}{2}}=2\cdot [F]\cdot \mathrm {braccio} }
ovvero la τ sul bordo più lungo porta metà del momento. Nell'equilibrio la forza [F] è data dalla risultante della distribuzione triangolare delle τ lungo la sezione considerando sia la parte inferiore che quella superiore (2). Sia a il bordo più lungo e b quello più corto. Si ricava:
{\displaystyle {\frac {M_{t}}{2}}=\left({\frac {1}{2}}\tau _{tmax}{\frac {b}{2}}a\right){\frac {2}{3}}{\frac {b}{2}}\ 2}
e quindi
{\displaystyle \tau _{tmax}=M_{t}{\frac {3}{ab^{2}}}}.
| a/b | c1    | c2     |
| 1   | 0,208 | 0,1406 |
| 1,2 | 0,219 | 0,1661 |
| 1,5 | 0,231 | 0,1958 |
| 2   | 0,246 | 0,229  |
| 2,5 | 0,248 | 0,249  |
| 3   | 0,267 | 0,263  |
| 4   | 0,282 | 0,281  |
| 5   | 0,291 | 0,291  |
| 10  | 0,312 | 0,312  |
| ∞   | 0,333 | 0,333  |

Nei calcoli è sovente l'uso della relazione {\displaystyle \tau _{t}={\frac {M_{t}}{c_{1}ab^{2}}}} con c1 valore che dipende dal rapporto tra a e b. L'angolo di torsione è pari a {\displaystyle \phi ={\frac {M_{t}\ L}{c_{2}ab^{3}G}}} con c2 valore che dipende dal rapporto tra a e b. I coefficienti c1 e c2 per barre rettangolari sono riportati nella Tabella.
Per a/b > 5 i due coefficienti sono uguali e si può comunque approssimarli a 1/3.

#### Sezioni composte
Nel caso di sezioni aperte composte (come i comuni profilati usati per le travi quali IPE o HE) si ha un problema internamente iperstatico.
Il momento torcente che viene applicato viene assorbito dalle sezioni presenti: {\displaystyle M_{t}=\sum _{i}M_{t}(i)}. Per congruenza tutte le sezioni devono ruotare dello stesso angolo {\displaystyle \theta =\theta _{i}}. Per sezioni rettangolari si ha
{\displaystyle I_{t}(i)={\frac {c_{2}ab^{3}}{L}}}
{\displaystyle M_{t}(i)=G\theta I_{t}(i)}
quindi sostituendo
{\displaystyle \theta ={\frac {M_{t}}{G\sum _{i}I_{t}(i)}}.}
Si può dunque calcolare il momento torcente su ogni sezione rettangolare:
{\displaystyle M_{t}(i)=M_{t}{\frac {I_{t}(i)}{\sum _{i}I_{t}(i)}}}
e di conseguenza la tensione che singolarmente agisce.

#### Sezioni aperte composte da rettangoli sottili
Le sezioni sottili aperte, come le sezioni a doppio T sono costituite da più rettangoli e caratterizzate dal fatto che la linea media non presenta percorsi chiusi. L'andamento qualitativo delle tensioni è deducibile ricorrendo all'analogia idrodinamica. Per calcolare i valori massimi delle tensioni tangenziali e dell'inerzia torsionale si inizia con il suddividere la sezione in rettangoli sottili, (come le due ali e l'anima nel caso di una trave a doppio T), quindi si ripartisce il momento torcente nelle varie suddivisioni e si procede a calcolare lo stato tensionale.
Considerando il momento d'inerzia di ogni singola sezione rettangolare:
{\displaystyle I_{t}(i)={\frac {1}{3}}a_{i}\cdot s_{i}^{3}}
Considerando le tensioni tangenziali massime:
{\displaystyle \tau _{max,i}={\frac {M_{ti}}{I_{ti}}}\cdot s_{i}}
Dove indichiamo con a la lunghezza del rettangolo e con s il suo spessore.

##### Inerzia torsionale della sezione
L'inerzia torsionale della sezione è data dalla somma delle inerzie torsionali dei singoli rettangoli.
Nel caso di una sezione a doppio T avremo:
{\displaystyle I_{t}=I_{t1}+I_{t2}+I_{t3}=\sum _{i=1}^{3}I_{ti}=\sum _{i=1}^{3}{\frac {1}{3}}a_{i}s_{i}^{3}}

##### Ripartizione del momento torcente
Ogni rettangolo è sottoposto ad una frazione del momento torcente proporzionale alla propria torsione, che si dimostra in formule:
{\displaystyle M_{ti}=M_{t}{\frac {I_{ti}}{I_{t}}}\Rightarrow {\frac {M_{ti}}{I_{ti}}}={\frac {M_{t}}{I_{t}}}}

##### Tensione tangenziale massima
La tensione tangenziale massima è differente in base ad ogni spessore del rettangolo in considerazione, con la tensione massima nel che viene raggiunta nel rettangolo che ha lo spessore maggiore.
{\displaystyle \tau _{max,i}={\frac {M_{ti}}{I_{ti}}}\cdot s_{i}={\frac {M_{t}}{I_{t}}}\cdot s_{i}}
Che nel caso di una sezione a doppio T diventa:
{\displaystyle \tau _{max,i}={\frac {3M_{t}}{a_{1}s_{1}^{3}+a_{2}s_{2}^{3}+a_{3}s_{3}^{3}}}\cdot s_{i}}
Rifacendo il calcolo per i 3 spessori avremo il risultato della tensione tangenziale massima.

### Tabella riassuntiva
| Forma della sezione              | It                                                          | τ                                                            | τmax                                                             |
| -------------------------------- | ----------------------------------------------------------- | ------------------------------------------------------------ | ---------------------------------------------------------------- |
| Circolare compatta               | {\displaystyle \pi {\frac {R^{4}}{32}}}                     | {\displaystyle {\frac {2M_{t}}{\pi R^{4}}}r}                 | {\displaystyle {\frac {2M_{t}}{\pi R^{3}}}}                      |
| Ellittica di semiassi p>q        | {\displaystyle \pi {\frac {p^{3}q^{3}}{p^{2}+q^{2}}}}       |                                                              | {\displaystyle {\frac {2}{\pi }}{\frac {M_{t}}{pq^{2}}}}         |
| Circolare cava                   | {\displaystyle \pi {\frac {R_{e}^{4}-R_{i}^{4}}{32}}}       | {\displaystyle {\frac {2M_{t}}{\pi (R_{e}^{4}-R_{i}^{4})}}r} | {\displaystyle {\frac {2Mt}{\pi (R_{e}^{4}-R_{i}^{4})}}R_{e}}    |
| Circolare cava sottile           | {\displaystyle 2\pi R^{3}s}                                 | {\displaystyle {\frac {M_{t}}{2\pi R^{2}s}}}                 | {\displaystyle {\frac {M_{t}}{2\pi R^{2}s}}}                     |
| Rettangolare sottile             | {\displaystyle {\frac {1}{3}}as^{3}}                        | {\displaystyle -{\frac {6M_{t}}{as^{3}}}y}                   | {\displaystyle {\frac {M_{t}}{I_{t}}}s={\frac {3M_{t}}{as^{2}}}} |
| Composta da m rettangoli sottili | {\displaystyle \sum _{i=1}^{m}{\frac {1}{3}}a_{i}s_{i}^{3}} |                                                              | {\displaystyle \tau _{max,i}={\frac {M_{t}}{I_{t}}}s_{i}}        |

## Efficienza delle sezioni a torsione
Le sezioni che meglio sopportano la torsione sono strutture tubolari, cioè aventi sezione con cavità centrale e massa concentrata sul diametro esterno; esse sono infatti, a parità di massa specifica, quelle che presentano maggior momento d'inerzia e quindi quelle che minimizzano il valore della {\displaystyle \tau _{t}}.